# 政黨創造
政黨創造（政党そうぞう, Seitō Sōzō）是日本的一個保守派區域政黨。是日本的政治團體，過去是沖繩縣的地區政黨，但2015年所屬議員全部加入維新黨後，成爲了黨代表下地幹郎的個人政治團體。
政党名称中的 " Seitō " 表示 " 政党 " , 而" sōzō " 则表示" 创造 " 或 " 想像 "。
该政党主要在沖繩縣活動。

## 概要
由衆議院議員下地幹郎擔任代表，以改編由沖繩縣內的市町村議員組成的"政策集團"的形式於2005年12月27日成立。當天向沖繩縣選舉管理委員會申報了"政治團體總動員"。2006年9月19日重新進行組織改編，將團體名稱改爲"政黨創造"。

## 歴史

### 前史
2003年10月國會解散時，基層議員是自由民主黨所屬的衆議院議員，但由於該黨和公明黨的選舉協助，未能在沖繩縣第一區得到公眾認可，在第43屆衆議院議員總選中，以無黨派人士的身份參加競選，但最終敗給公明黨的白保臺一，落選。
在2004年沖繩縣議會議員選舉中，基德曾推舉並支援自己支持的候選人，試圖挽回勢力，但最終以3勝3負的成績停滯不前。2004年6月19日，成立政策集團，得到基礎支援的沖繩縣議和市町村議等90人入會了
此後，在2005年9月舉行的第44屆衆議院議員總選中，在民主黨和沖繩社會大衆黨等革新勢力的協助下，基德戰勝白保，重新當選爲衆議院議員。

### 結成
2005年12月27日，以改編政策集團的形式，作爲"政治團體總組織"向政治團體進行了申報。
鼎盛時期的2006年5月，以地方議員爲中心，約有60名所屬議員，在那霸市、浦添市、宜野灣市、名護市、宮古島市等地結成了會派。
2006年11月的沖繩縣知事選舉中，民主黨沖繩縣連代表喜納昌吉等人試探了基礎的參選，但是沖繩社會大衆黨擁立絲數慶子的情況越來越嚴重，因此放棄了參選。作爲支援線數的條件，雖然要求籤訂堅持美日安保條約等協定，但是革新勢力的反對並沒有得到強烈的妥協。其結果，推遲了推薦人數，表明了更弱的"支持"。
在2007年4月22日的參議院議員補缺選舉中，在野黨統一候選人狩俁吉正提出了支援申請。但是，日本共產黨在與狩俁的政策協定中承諾反對美日安保條約，對此表示反對。雖然他評價說"狩俁先生是想要獲勝的候選人"，但是黨還是決定進行自主投票。

### 與國民新黨的聯手
2007年5月8日，在衆議院與國民新黨組成了院內會派（統一會派）"國民新黨、組織、無黨派團體"。
同年7月29日舉行的第21屆參議院議員定期選舉中，沖繩縣選舉區也推遲了原職、線數的推薦，進行了自主投票，同時以支援退出選舉區，以國民新黨公推參加比例區競選的前代理代表沖繩縣議會議員吳屋宏爲中心展開了活動。另外，國民新黨還期待通過與沖繩縣內佈陣強大的戰地相聯繫，在參議院選舉中增加比例票數。結果國民新黨在沖繩縣內獲得了50,073票（得票率爲8.42%，其中吳屋的個人票爲42,761票），取得了一定的成果。但是吳屋在10名選手中只排在第5位（1名當選），未能獲得議席。
沖繩縣議會直到2008年6月8日沖繩縣議會議員選舉之前還與民主黨結成了統一會派"維新會"。在縣議選舉之際，對仲井真弘多知事的政治姿態宣佈"中立"，那霸市公推現職當然盛夫，比2004年增加了得票率當選。在其他選舉區，主要與民主黨和沖繩社會大衆黨共同推薦了無黨派在野黨候選人，其中2名當選，對朝野的逆轉做出了一定貢獻。但是在改選前，民主黨勢力從定員1擴大到了定員4，但是對統一會派的組成沒有達成一致意見，因此與推薦的2名無黨派議員組成了新會派"改革會"。關於統一會派的處理問題，決定在召開縣議會後再次與民主黨進行協商。
2008年8月11日，沖繩縣議會議員當然盛夫就任黨新代表。基誠庸雖然就任顧問，但同年9月13日爲了政權交替退黨加入了國民新黨（同年9月16日，衆議院的派名爲"國民新黨無黨派組織"）。
在2012年6月10日的沖繩縣議會議員選舉中當然再次當選，維持了縣議會的議席。
同年8月11日，下士在沖繩縣那霸市召開了記者招待會，並表示自己已重返政黨代表行列。另外，他還表示，在下屆議會選舉中，將以國民新黨公薦身份參加競選，但最後在同年12月16日舉行的第46屆衆議院議員總選中落選。

### 與大阪維新會等的合作
2013年5月1日與大阪維新會簽訂了政策協定。該協定包括推進美軍普天間機場的邊野古移設、促進美日地位協定的修改、推進道州制、修改憲法等。
同年7月21日，最高顧問、前浦添市市長儀間光男在第23屆參議院議員定期選舉中，以日本維新會的公薦作爲比例區參選並當選。
2014年7月25日，在擴大幹部會議上，代表下地幹郎辭去代表職務，退黨後，以無黨派人士身份宣佈參加沖繩縣知事選舉，並得到受理，並於31日正式宣佈參加競選。對於黨的運營，暫時由代理代表的當然盛夫代行。
同年11月16日，沖繩縣知事選舉的結果是，在普天間基地搬遷問題上，底層被反對邊野古搬遷的翁長雄志擊敗，以第3名的成績落選。此後，基層表示:"應該嚴肅接受選擇邊野古移設反對派知事的縣民的民意，但'全沖繩'勢力只是呼籲反對，沒有提出對策"，並表明了不參加全沖繩，作爲對策討論並提出對策的意向。

### 加入日本維新黨
2015年3月19日，黨所屬縣議會議員及市町村議員全部退黨加入維新黨，知事選舉前退黨，落選後在第47屆衆議院議員總選中重返國政的基底宣佈就任代表。另外，維新黨分裂後，出身於基層·儀間等2名國會議員大舉參加了維新會，第二年沖繩縣議會議員選舉中，前任代表、現任前政調會長、新人大城憲幸等2名議員大舉在維新會公推中當選。
2016年6月29日，沖繩縣經濟團體會議的國場幸一議長、繩維新會（大阪維新會沖繩縣總支部）的儀間光男代表、政黨基層幹郎代表三者之間簽署了政策備忘錄。具體內容爲，修改《美日地位協定》、新設教育獎學金支援制度、爲美軍普天間機場5年內關閉而在鹿兒島縣馬毛島建設訓練設施、爲實現USJ申辦等，爲實現政策，在第24屆參議院議員通常選舉沖繩縣選舉區（改選數1），決定推薦現任島尾安伊子（自民黨公薦，公明黨推薦）。